# Mario Vegetti
Mario Vegetti (Milão, 4 de janeiro de  1937 — 11 de maio de 2018) foi um historiador da filosofia, professor universitário, pesquisador acadêmico e autor de vários livros sobre o pensamento antigo. Foi docente na Universidade de Pavia entre 1967 e 2005, na Scuola Superiore Studi Pavia IUSS e também na Università Suor Orsola Benincasa di Napoli. Seu interesse de pesquisa é focado no mundo grego antigo, incluindo autores como Platão, Aristóteles, Hipócrates e Galeno.
Vegetti tem grande influência nos estudos platônicos, sendo reconhecido um dos seus maiores comentadores. Ele realizou uma edição crítica comentada, em italiano, da República de Platão feita em sete volumes pela editora Bibliopolis.

## Obras traduzidas em português
- VEGETTI, M. Um Paradigma no Céu: Platão Político, de Aristóteles ao Século XX. 1ª Edição ed. São Paulo: Annablume, 2010.
- VEGETTI, M. A ética dos Antigos. São Paulo: Paulus, 2015.